# Lisa Tertsch
Lisa Tertsch (Offenbach, 1 de diciembre de 1998) es una deportista alemana que compite en triatlón y ciclismo.
Participó en los Juegos Olímpicos de París 2024, obteniendo una medalla de oro en la prueba de relevo mixto.
Ganó dos medallas en el Campeonato Mundial de Triatlón por Relevos Mixtos, en los años 2024 y 2025, y dos medallas de plata en el Campeonato Europeo de Triatlón, en los años 2021 y 2023.

## Palmarés internacional
| Juegos Olímpicos                      | Juegos Olímpicos    | Juegos Olímpicos  | Juegos Olímpicos |
| Año                                   | Lugar               | Medalla           | Prueba           |
| ------------------------------------- | ------------------- | ----------------- | ---------------- |
| 2024                                  | París (Francia)     | Medalla de oro    | Relevo mixto     |
| Campeonato Mundial por Relevos Mixtos |                     |                   |                  |
| Año                                   | Lugar               | Medalla           | Prueba           |
| 2024                                  | Hamburgo (Alemania) | Medalla de oro    | Relevo mixto     |
| 2025                                  | Hamburgo (Alemania) | Medalla de bronce | Relevo mixto     |
| Campeonato Europeo                    |                     |                   |                  |
| Año                                   | Lugar               | Medalla           | Prueba           |
| 2021                                  | Kitzbühel (Austria) | Medalla de plata  | Relevo mixto     |
| 2023                                  | Madrid (España)     | Medalla de plata  | Individual       |